# Marie-Rose Tessier
Marie-Rose Tessier (ur. 21 maja 1910 w Beaurepaire w departamencie Wandea) – francuska superstulatka.

## Życiorys
Marie-Rose Tessier, z domu Bousseau, urodziła się 21 maja 1910 roku na farmie w Beaurepaire, departamencie Wandea, w regionie Pays de la Loire we Francji. Była najmłodszą z czworga dzieci Alexa Auguste'a Bousseau i Marie Ernestine Rose Durand. W wieku pięciu lat samodzielnie uczęszczała do szkoły. W wieku 13 lat jej rodzina przeniosła się do Les Herbiers, gdzie prowadzili farmę.
14 listopada 1927 roku poślubiła Auguste'a Tessiera w Ardelay (obecnie Les Herbiers). Jej mąż był policjantem, a po roku przenieśli się w okolice Paryża, gdzie pracował jako strażnik konny. Mieli dwie córki: Denise i Yvette. Podczas II wojny światowej Auguste zginął w 1944 roku podczas nalotu bombowego w Tergnier. Marie-Rose wychowywała córki, często ukrywając się w schronach podczas alarmów lotniczych.
Po wojnie przez około 15 lat pracowała w firmie zajmującej się segregacją dokumentów, a następnie w przedsiębiorstwie zajmującym się poborem podatku od rowerów. Na emeryturze spędzała czas z córkami i wnuczką Marie-Christine. W wieku 100 lat zamieszkała w domu opieki, choć nie była zadowolona z tej decyzji. W wieku 112 lat codziennie piła kieliszek wina i unikała leków, a także nie stosowała żadnych specjalnych diet.
W kwietniu 2018 roku spotkała się z uczniami szkoły Ecole St. Paul w Château-d’Olonne, dzieląc się wspomnieniami z I wojny światowej. W listopadzie 2022 roku przeszła łagodnie COVID-19, a w marcu 2024 roku przeszła zapalenie oskrzeli, wymagając tlenoterapii, ale w pełni wyzdrowiała.

## Uznanie za długowieczność
Po śmierci Marie-Florentine Jousseaume 20 grudnia 2020 roku, Tessier została najstarszą żyjącą osobą w departamencie Wandea, a po śmierci Marie-Louise Berthelot 17 stycznia 2021 roku – w całym regionie Pays de la Loire (Kraju Loary). Po śmierci Lucile Randon 17 stycznia 2023 roku została uznana za najstarszą żyjącą osobę we Francji..